# Coldrain
Coldrain (コールドレイン Kōrudorein?, estilizado como coldrain) es una banda japonesa de post-hardcore. Formado en Nagoya en la primavera de 2007, está conformado por cinco integrantes: Masato (voz), R×Y×O (bajo, coros), Sugi (guitarra rítmica, coros), Y.K.C. (guitarra líder) y Katsuma (batería). Aunque la banda es japonesa, todas sus canciones están escritas en inglés, esto es debido al vocalista, Masato, quién es hijo de un padre japonés y una madre estadounidense de habla japonés e inglés.
Este grupo en sus raíces fusiona distintos géneros musicales como punk, metal, rock y hardcore, que después fue fusionado con ligeros toques de pop japonés. En sus inicios, fueron descritos como una combinación de My Chemical Romance y la banda japonesa Pay Money to My Pain.
Son mejor conocidos por sus canciones «Mayday», «Gone», «Coexist», «Die Tomorrow», «No Escape», «Envy» y «Feed the Fire», en general siendo utilizadas como promoción en campañas publicitarias y como canción de apertura o de cierre en animes.

## Historia

### 2007–2011: Primeros álbumes
Masato y Katsuma eran miembros de una banda local, AVER, mientras RxYxO, Y.K.C y Sugi eran miembros de Wheel of Life, teniendo encuentros ocasionales en distintos eventos y salas de grabaciones, posteriormente uniéndose en un supergrupo, basado en gustos similares por bandas como Sevendust. Al momento de decidir sus roles, RxYxO optó por dejar el rol de vocalista para enfocarse en el bajo, debutando como quinteto el 17 de abril de 2007.
Al año siguiente, fueron firmados por el sello discográfico VAP, publicando su primer maxisencillo, «Fiction», además de comenzar su primera gira nacional, Taste Chaos Japan. Su segundo maxisencillo, «8AM», fue publicado en abril de 2009. La canción fue incluida en el anime Hajime no Ippo: New Challenger como canción de cierre. Su álbum de estudio debut, Final Destination, fue publicado en octubre del mismo año, donde fue destacado sus letras alentadoras con algunas más románticas, mientras los sonidos alternan entre fuerte y melódico.
En 2010, la banda anunció planes de publicar su segundo álbum de estudio dentro del mismo año, últimamente fue postergado, publicando su primer EP, Nothing Lasts Forever. Canciones en ella, como «Die Tomorrow» y «We're Not Alone» fueron incluidos en distintos medios, la primera apareciendo en la banda sonora del videojuego Pro Evolution Soccer 2011, mientras la segunda fue incluida en el anime Rainbow: Nisha Rokubō no Shichinin.
Su segundo álbum de estudio, The Enemy Inside, fue publicado en febrero de 2011. Contó con la participación especial de Mah, vocalista de SiM, en una de las canciones. Como promoción del nuevo material, se embarcaron en una gira nacional, junto a otras bandas como TOTALFAT, Laid Back Ocean y Avengers in sci-fi. Su primer álbum en vivo, Three Days of Adrenaline fue publicado en diciembre, incluyendo un DVD con material especial, cameos y otras grabaciones desprendidas de sus shows en Osaka, Nagoya y Tokio.

### 2012–2014: Debut internacional

Logotipo usado por la banda en sus conciertos desde 2013

A comienzos de 2012, viajaron por primera vez a Estados Unidos como banda para grabar un nuevo EP con el productor David Bendeth. Su segundo EP, titulado Through Clarity, contiene el sencillo «No Escape», promocionado en el tráiler japonés del videojuego Resident Evil: Operation Raccoon City. Como promoción del EP, la banda anunció un tour nacional en junio para el resto del verano. En agosto, el baterista, Katsuma, se retiró temporalmente por un tratamiento para su enfermedad crónica genética, siendo reemplazado por ZAX (Pay Money to My Pain), Tatsu (Crossfaith) y YOUTH-K!!! (BPM13GROOVE) en distintas presentaciones en vivo. Previo a una presentación conjunta en la Universidad de Hiroshima en noviembre, miembros de la banda Maximum the Hormone anunciaron el retorno de Katsuma a la banda.
A comienzos de diciembre hasta febrero de 2013, estuvieron grabando nuevamente con David Bendeth para su tercer álbum de estudio. La carátula y nombre del álbum fueron presentados el 13 de febrero. Su tercer álbum, The Revelation, fue publicado el 17 de abril del mismo año, vendiendo 10.000 copias en su primera semana e ingresando en la séptima posición de las listas japonesas. Su primera presentación en vivo en promoción del álbum también coincidió con su participación en la edición japonesa del Ozzfest en mayo. Luego de su gira por toda Asia, hicieron su debut en el Reino Unido a comienzos de 2014. Sus presentaciones iniciales estuvieron acompañados de una reedición europea de Through Clarity. Posterior a esto, la banda estuvo participando como teloneros de Bullet for My Valentine en su gira por Europa. Dentro de una de sus presentaciones, nombrada One Man Show Evolve, fue utilizado para su segundo álbum en vivo, Evolve. La publicación del álbum incluyó un disco Blu-ray, la primera vez para el grupo, junto al anuncio de su participación como cabeza de cartel en el concierto “Monster Energy Outburn”.
A comienzos de abril, el sello discográfico Hopeless Records anunció la contratación de la banda, con un lanzamiento mundial de The Revelation. En el mismo día, Hopeless publicó el sencillo epónimo a través de sus cuentas oficiales. Con el anuncio de la edición internacional de The Revelation, Masato escribió:
“Es difícil expresar con palabras lo emocionados y orgullosos que estamos de que The Revelation se publique a nivel mundial. El sueño que hemos tenido desde que comenzamos a tocar música finalmente se está haciendo realidad. No puedo esperar a que todos escuchen las canciones, aprendan la letra y las canten con nosotros en vivo”.
La edición internacional fue publicado el 23 de junio en Europa, y el 24 de junio en Norteamérica. En cambio, un tercer EP fue publicado en Japón, titulado Until the End. Cinco de las seis canciones en el miniálbum fueron incluidas en la edición australiana del álbum, causando confusión y algunas críticas al formato de distribución, en particular al estar activo un formato digital global.

### 2015–2016:Vena

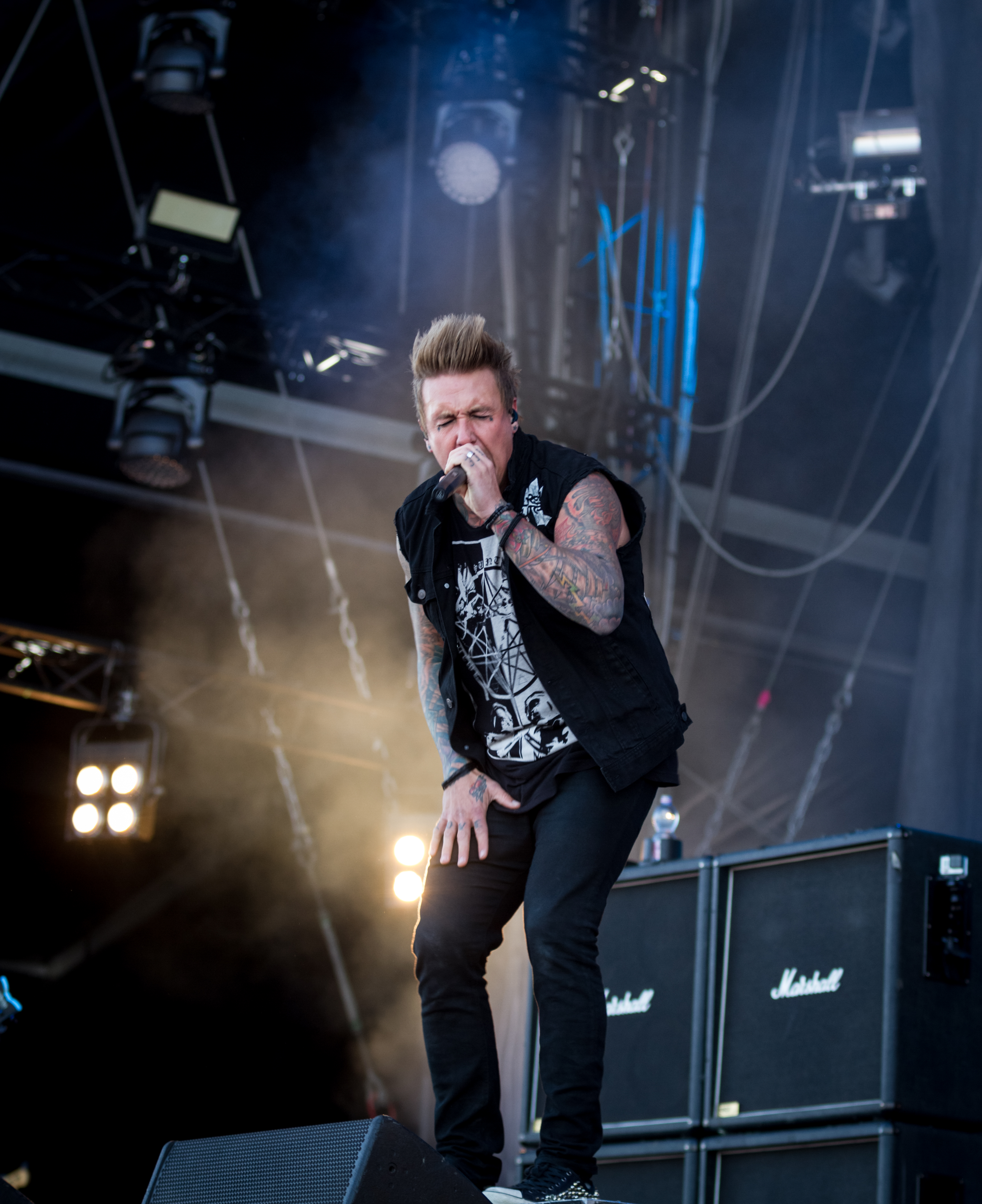
Masato menciona que en ocasiones bromeaba a Jacoby Shaddix con que tenía que grabar con ellos, eventualmente colaborando en la canción «Runaway».

Luego de sus giras promocionales junto a Papa Roach y The One Hundred, además de apariciones en festivales como Download y Soundwave, Masato comentó sus deseos para un nuevo álbum de estudio y una posible gira por Estados Unidos. A comienzos de agosto, la banda empezó a publicar mensajes crípticos en su cuenta de Twitter, comentando “la calma antes de la tormenta; grandes cosas vienen”.
Un nuevo sencillo, «Words of the Youth» fue publicado a finales del mismo mes, con el anuncio de nuevo material y una gira mundial. El álbum, nombrado Vena, fue publicado el 21 de octubre en Japón y dos días después de manera internacional por Hopeless. Otro sencillo, «Gone», fue liberado en septiembre junto a su vídeo musical.
Hablando sobre el proceso creativo y la elección de nombre, la banda se había sentado a observar su pasado y a reconectar sus “raíces” al escuchar canciones que disfrutaban, con Masato encontrando en un libro de anatomía la palabra vena (proveniente de venas cavas). A diferencia de sus dos trabajos previos, la producción estuvo a cargo de Brandon Paddock, a quien Masato destaca por ofrecer una perspectiva y una sensibilidad pop similar a la banda, además de aportar en la composición de canciones.
Con la publicación del álbum, se embarcaron en una gira promocional por Estados Unidos como teloneros de Silverstein. Una de las presentaciones en marzo de 2016 tuvo que ser cancelada por un accidente de tráfico que sufrieron en Texas, con la banda publicando una fotografía con todos los integrantes ilesos. En mayo, participaron como cabeza de serie en su gira europea junto a Wage War, The Charm the Fury y Counting Days. Un maxisencillo, Vena: Chapter II, fue publicado de manera mundial el 17 de agosto en ediciones regulares y limitadas, incluyendo versiones acústicas de «Gone» y «The Story».

### 2017–2018:Fateless
El 27 de julio de 2017, la banda anunció un nuevo álbum de estudio, Fateless, con planes de publicación para octubre del mismo año. También fue detallado que la distribución global estaría a cargo de Warner Music Japan por primera vez, mientras la producción fue encargado a Michael “Elvis” Baskette. El productor, quien trabajó con Incubus en la ingeniería de Make Yourself en 1999, fue un factor para su elección, ya que Masato considera a Brandon Boyd como su vocalista favorito, además de destacar a «Stellar» como una de sus canciones favoritas.

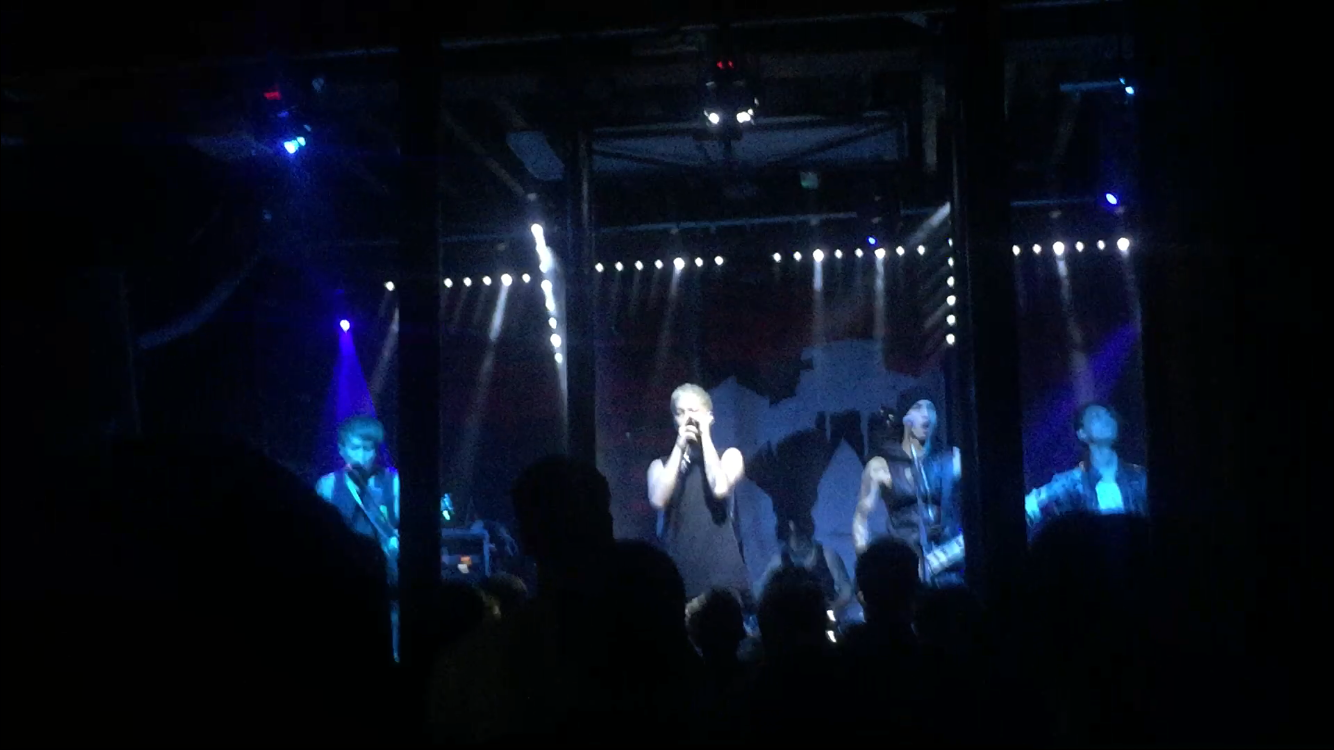
Coldrain durante un show en Bristol (2018) como teloneros de la banda Crown the Empire.

Con la publicación del álbum fue incluido una versión limitada con presentaciones en vivo de su show de aniversario por sus 10 años como banda, esto realizado en su natal Nagoya. Una de las canciones desprendidas del álbum, «Feed the Fire», fue utilizado como opening en la adaptación al anime de Ōsama Game.
Su gira nacional, Fateless Japan Tour 2017 dio inicio el 27 de octubre, con una duración de dos meses y quince shows alrededor del país, con una extensión durando hasta febrero del año siguiente. Su último show, ubicado en el Nippon Budokan fue grabado por Inni Vision para un álbum en vivo, 20180206 Live in Budokan, la cual también incluyó un material exclusivo para DVD y Blu-ray. En octubre, fue publicado una continuación del videojuego Mobile Suit Gundam: Extreme Vs. y en donde la banda estrenó una nueva canción como parte del juego, «Revolution».

### 2019–2021:The Side Effects
Luego de la publicación de un vídeo oficial para «Revolution», Masato publicó el 30 de enero en su cuenta de Instagram que la banda había empezado las grabaciones para su sexto álbum de estudio. En marzo, anunciaron su nuevo One Man Tour en promoción para The Side Effects, el nombre de su material musical, con el tour dando inicio a comienzos de septiembre. En medio de shows europeos, incluyendo apariciones en festivales como Download y Rock am Ring, estrenaron su segundo sencillo en julio, «Coexist». The Side Effects fue promocionado con doce canciones y una colaboración especial con el vocalista de Crystal Lake, Ryo Kinoshita. La colaboración, «Mayday», fue incluida como opening para el anime shōnen Fire Force.
A comienzos de febrero de 2020, la banda organizó un festival independiente, Blare Fest., con presentaciones de bandas amigas como One Ok Rock, Fever 333, We Came as Romans, entre otros. Debido a la pandemia de COVID-19, un show especial en la Yokohama Arena tuvo que ser cancelado, con la banda liberando presentaciones en vivo pasadas por su canal oficial. Un álbum en vivo, grabado durante sus shows en Blare Fest también fue liberado.
Luego del año nuevo, la banda presentó dos conciertos nuevos, nombrado “Setlist Election”, donde los fanáticos votaron por las canciones en cada día. Sus presentaciones fueron divididas en DAY 1, con una selección de canciones de 2008 a 2013; y DAY 2, con canciones de 2014 a 2019. Una de las canciones elegidas, «F.T.T.T», tuvo un vídeo musical desprendido de su show en vivo.
De manera paralela, Masato fue incluido en una canción original, «Remember». La canción fue incluida en el capítulo 24 del anime sobrenatural Jujutsu Kaisen, siendo uno de los momentos favoritos por algunos compositores y el productor musical en el show.

### 2021–presente:Nonnegative
El 7 de agosto, la banda anuncia la publicación de su nuevo sencillo, «Paradise (Kill the Silence)», además de una gira en solitario en promoción, esto en doce presentaciones entre octubre y noviembre. Fue publicado a mediados de septiembre con un vídeo musical grabado en el Studio Coast, este lugar también siendo la última presentación en su gira promocional y del lugar.
En febrero de 2022, fue anunciado que la banda va a interpretar el opening de la nueva adaptación anime de Bastard!!, distribuido de manera internacional por Netflix. Durante una transmisión en vivo por su decimoquinto aniversario como banda, estrenaron su segundo sencillo, «Calling». Al mismo tiempo, revelaron el nombre de su nuevo álbum, Nonnegative, detallando que la producción está a cargo de Michael Baskette nuevamente. El álbum incluye doce canciones, entre ellos un cover de «Don't Speak» por No Doubt, y una fecha de publicación para julio del mismo año.
El 18 de marzo de 2025, la banda anunció oficialmente la firma de un contrato global con el sello alemán Century Media Records. Junto con el anuncio, se reveló el nuevo sencillo "Incomplete", cuyo lanzamiento está previsto para el 20 de marzo, siendo el primer lanzamiento de la banda con el nuevo sello.

## Estilo e influencias
El estilo musical de la banda ha sido descrita como post-hardcore, metalcore, metal alternativo, y screamo. En ocasiones, también han sido considerados como punk rock, rock alternativo y nu metal.
Debido a su alcance musical, han sido comparados con My Chemical Romance, Pay Money to My Pain, Destroy Rebuild Until God Shows y Bullet for My Valentine. El vocalista, Masato, en particular menciona a Brandon Boyd de Incubus y Chester Bennington de Linkin Park como sus mayores influencias al comenzar en la música. En 2018, Masato apareció como invitado de Crossfaith para el cover de «Faint». Otras de sus influencias mencionadas son Pearl Jam, Limp Bizkit, Silverchair y Slipknot.
En especial, destacan su gusto en común por Sevendust y la música occidental, con Yokochi comentando en 2013 “como sigue siendo el caso, definitivamente quiero encarnar la imagen musical que nos gustaba”.

## Miembros
- Masato David Hayakawa (マサト Masato?) – Voz principal.
- Ryo Yokochi (ヨコチ Y.K.C.?) – Guitarra líder, programación, teclados.
- Kazuya Sugiyama (スギ Sugi?) – Guitarra rítmica, vocales de apoyo.
- Ryo Shimizu (リョウ R×Y×O?) – Bajo eléctrico, vocales de apoyo.
- Katsuma Minatani (カツマ Katsuma?) – Batería, percusión.

Cronología

## Discografía
Álbumes de estudio
- 2009: Final Destination
- 2011: The Enemy Inside
- 2013: The Revelation
- 2015: Vena
- 2017: Fateless
- 2019: The Side Effects
- 2022: Nonnegative

## Premios y nominaciones
Space Shower Music Awards
| Año  | Premios                             | Categoría                  | Resultado |
| ---- | ----------------------------------- | -------------------------- | --------- |
| 2020 | Coldrain                            | Best Punk/Loud Rock Artist | Nominado  |
| 2021 | Coldrain (como parte de Triple Axe) | Best Punk/Loud Rock Artist | Ganador   |